# Sydamerikanska U20-mästerskapet i fotboll 2017
Sydamerikanska U20-mästerskapet i fotboll 2017 (spanska: Campeonato Sudamericano Sub-20 Juventud de América Ecuador 2017) var en fotbollsturnering för U-20 landslag i Sydamerika (CONMEBOL). Turneringen hölls i Ecuador från den 18 januari till 11 februari 2017
Uruguay, Ecuador, Venezuela och Argentina blev kvalificerade till spel i U20-världsmästerskapet i fotboll 2017.